# Farewell (groupe)
Pour les articles homonymes, voir Farewell.
Farewell est un groupe américain de pop punk, originaire de Greensboro, en Caroline du Nord. Ils sont signés par Epitaph et sortent deux CD. Après avoir rempli leurs obligations contractuelles avec la sortie de leur deuxième CD, la relation avec Epitaph se termine.

## Histoire
Le groupe sort son premier EP le 24 mai 2005, intitulé Poisoning the Lark, sur Forsaken Records. Après avoir posté de nouveaux morceaux sur leur page Myspace, Farewell est repéré par le propriétaire d'Epitaph Records, Brett Gurewitz, qui leur propose un contrat en mars 2007. Précédé du single First One on the Blog en août 2007, le premier album studio du groupe, Isn't This Supposed to Be Fun ? sort sur le label le 25 septembre 2007,,,. Le 10 octobre 2007, le clip de First One on the Blog sort. L'album sort au Royaume-Uni le 4 février 2008,,. Farewell devait faire une tournée au Royaume-Uni avec Cartel en 2008, mais celle-ci est annulée. En juin et juillet 2008, le groupe se produit sur le Vans Warped Tour.
Farewell cite des groupes de punk rock comme Green Day, Jawbreaker et Alkaline Trio comme influences. Le 25 juillet 2008, Chris Lee quitte le groupe. Le 22 avril 2009, Kevin Carter est nommé meilleur guitariste de 2009 par The Triad dans le cadre des prix décernés par les lecteurs de YES! Weekly. En mai 2009, le groupe assure la première partie de la tournée américaine d'Amber Pacific. Leur deuxième album intitulé Run It Up the Flagpole sort le 1er septembre 2009.
Après une pause en 2010, Farewell annonce le 16 octobre 2011 qu'ils travaillaient sur un nouvel album qui sortirait à l'hiver 2012. Farewell commence de nouveau à écrire de nouveaux morceaux à l'été 2013, bien qu'aucune nouvelle date de sortie n'ait été confirmée par le groupe. 

## Discographie

### Albums studio et EP
- 2005 : Poisoning the Lark (EP)
- 2007 : Isn't This Supposed to Be Fun!?
- 2009 : Run It Up the Flagpole

### Singles
- 2005 : Kelley Green
- 2007 : First One on the Blog

### Clips
- 2005 : Kelley Green (EP)
- 2007 : First One on the Blog
- 2009 : Devoid (That's What I Think About It)